# Letnie Mistrzostwa Bułgarii w Skokach Narciarskich 2017
Letnie Mistrzostwa Bułgarii w Skokach Narciarskich 2017 – zawody odbyły się w Râșnovie w Rumunii na średniej i małej skoczni. Mistrzostwa zostały podzielone na dwie rundy, które odbyły się kolejno w dniach 20 września oraz 6 października. Zawodnicy rywalizowali w czterech kategoriach wiekowych: młodzież starsza i młodsza oraz junior starszy i młodszy.
Dwukrotnym mistrzem w pierwszej kategorii wiekowej został Kamen Sotirow. Jego rywale Dobromir Taszkow oraz Wasił Stojczew zajmowali również dwukrotnie tę samą pozycję; kolejno miejsce drugie oraz trzecie.
Również dwukrotnym mistrzem w kategorii młodzieży starszej został Iwan Sławkow. Miejsca drugie i trzecie tak jak w poprzednim przypadku zajęli ci sami zawodnicy, w tym przypadku Jani Georgiew i Wałentin Nikołow.
W kategoriach juniorskich także dwukrotnie triumfowali ci sami zawodnicy. Wśród juniorów młodszych najlepszy był Borisław Stojanow. W pierwszym konkursie w tej kategorii drugie miejsce zajął Georgi Stanojew a trzecie Władimir Stanojew, a w drugim ci zawodnicy zamienili się miejscami.
Kategorię juniorów starszych dwa razy wygrał Krasimir Simitczijski. Drugie i trzecie miejsce zajęli dwukrotnie Wiktor i Kałojan Christow.
W każdej kategorii wystąpiło po trzech zawodników.

## Wyniki

### Młodzież młodsza [K-15]
| Msc. | Zawodnik         | Klub       | I seria | II seria | Punkty |
| ---- | ---------------- | ---------- | ------- | -------- | ------ |
| 1.   | Kamen Sotirow    | SK Samokow | 16,0 m  | 14,0 m   | 201,7  |
| 2.   | Dobromir Taszkow | SK Witosza | 8,0 m   | 10,0 m   | 142,0  |
| 3.   | Wasił Stojczew   | SK Witosza | 8,0 m   | 9,0 m    | 132,8  |

| Msc. | Zawodnik         | Klub       | I seria | II seria | Punkty |
| ---- | ---------------- | ---------- | ------- | -------- | ------ |
| 1.   | Kamen Sotirow    | SK Samokow | 16,0 m  | 16,0 m   | 211,7  |
| 2.   | Dobromir Taszkow | SK Witosza | 10,0 m  | 10,0 m   | 146,0  |
| 3.   | Wasił Stojczew   | SK Witosza | 8,0 m   | 9,0 m    | 132,8  |

### Młodzież starsza [K-40]
| Msc. | Zawodnik         | Klub       | I seria | II seria | Punkty |
| ---- | ---------------- | ---------- | ------- | -------- | ------ |
| 1.   | Iwan Sławkow     | SK Witosza | 26,5 m  | 25,5 m   | 109,9  |
| 2.   | Jani Georgiew    | SK Witosza | 24,5 m  | 23,5 m   | 80,5   |
| 3.   | Wałentin Nikołow | SK Riłski  | 22,5 m  | 20,0 m   | 50,8   |

| Msc. | Zawodnik         | Klub       | I seria | II seria | Punkty |
| ---- | ---------------- | ---------- | ------- | -------- | ------ |
| 1.   | Iwan Sławkow     | SK Witosza | 26,5 m  | 26,5 m   | 110,9  |
| 2.   | Jani Georgiew    | SK Witosza | 24,5 m  | 23,5 m   | 80,5   |
| 3.   | Wałentin Nikołow | SK Riłski  | 22,5 m  | 20,0 m   | 50,8   |

### Junior młodszy [K-64]
| Msc. | Zawodnik          | Klub       | I seria | II seria | Punkty |
| ---- | ----------------- | ---------- | ------- | -------- | ------ |
| 1.   | Borisław Stojanow | SK Samokow | 40,0 m  | 42,0 m   | 88,1   |
| 2.   | Georgi Stanojew   | SK Riłski  | 37,0 m  | 38,0 m   | 66,8   |
| 3.   | Władimir Stanojew | SK Riłski  | 36,0 m  | 38,0 m   | 59,4   |

| Msc. | Zawodnik          | Klub       | I seria | II seria | Punkty |
| ---- | ----------------- | ---------- | ------- | -------- | ------ |
| 1.   | Borisław Stojanow | SK Samokow | 42,0 m  | 42,0 m   | 92,1   |
| 2.   | Władimir Stanojew | SK Riłski  | 37,0 m  | 38,0 m   | 66,8   |
| 3.   | Georgi Stanojew   | SK Riłski  | 36,0 m  | 38,0 m   | 59,4   |

### Junior starszy [K-64]
| Msc. | Zawodnik              | Klub       | I seria | II seria | Punkty |
| ---- | --------------------- | ---------- | ------- | -------- | ------ |
| 1.   | Krasimir Simitczijski | SK Riłski  | 62,5 m  | 59,5 m   | 201,1  |
| 2.   | Wiktor Christow       | SK Witosza | 57,5 m  | 53,5 m   | 172,2  |
| 3.   | Kałojan Christow      | SK Witosza | 42,0 m  | 42,0 m   | 93,4   |

| Msc. | Zawodnik              | Klub       | I seria | II seria | Punkty |
| ---- | --------------------- | ---------- | ------- | -------- | ------ |
| 1.   | Krasimir Simitczijski | SK Riłski  | 62,5 m  | 62,5 m   | 205,1  |
| 2.   | Wiktor Christow       | SK Witosza | 57,5 m  | 53,5 m   | 172,2  |
| 3.   | Kałojan Christow      | SK Witosza | 42,0 m  | 42,0 m   | 93,4   |